# Henri d'Astier de La Vigerie
Henri d'Astier de La Vigerie (11 de setembro de 1897 – 10 de outubro de 1952) foi um soldado francês, membro da Résistance e político conservador.

## Vida
Henri d'Astier nasceu em Villedieu-sur-Indre, uma pequena vila no departamento de Indre, no centro da França. Sua carreira militar começou em 1915, e, até o final da Primeira Guerra Mundial, ele havia alcançado a patente de tenente, e foi agraciado com a Legião de Honra.
Politicamente, d'Astier era fortemente conservador e católico romano. Em particular, ele acreditava que o sistema de governo republicano era inerentemente fraco e ineficaz e que a França seria mais forte sob uma monarquia tradicional. Ele era admirador de Charles Maurras, um proeminente intelectual monarquista e poeta. É possível que d'Astier tenha estado envolvido na La Cagoule, uma organização de tendência fascista que buscava a derrubada da República Francesa.
Quando a Segunda Guerra Mundial eclodiu, d'Astier foi convocado novamente para o serviço ativo. Embora suas opiniões políticas pudessem ser consideradas próximas ao fascismo, ele também estava determinado a ver a França como uma nação forte, e, portanto, ele se opôs veementemente à invasão alemã. Sua reação contrastou fortemente com a atitude de alguns de seus colegas ideológicos, que defendiam a colaboração e aliança com os nazistas contra uma ameaça percebida do comunismo. Após a derrota francesa em junho de 1940, d'Astier tornou-se ativo na Resistência Francesa.
No entanto, ele foi eventualmente forçado a fugir quando a captura de um colega ameaçou expô-lo. Ele escapou para Orã, Argélia, em 1941. Lá, d'Astier e a Resistência local infiltraram-se na infraestrutura do regime de Vichy na África do Norte. Os aliados invadiram o Norte da África em 1942, e, enquanto as tropas invasoras se aproximavam da costa, cerca de quatrocentos membros da Resistência Francesa, sob o comando de d'Astier e José Aboulker, realizaram um golpe na cidade de Argel. Eles tomaram instalações-chave, incluindo a central telefônica, a estação de rádio, a residência do governador e o quartel-general do 19º Corpo Francês. Eles prenderam o General Alphonse Juin, comandante de todas as tropas de Vichy no Norte da África, e o Almirante François Darlan, o comandante-em-chefe das forças militares de Vichy.
Na manhã seguinte, a polícia militar de Vichy chegou e libertou Juin e Darlan. No entanto, depois disso, as tropas de Vichy perderam tempo retomando as posições conquistadas pela Resistência durante o golpe, o que permitiu que as forças aliadas cercassem Argel com pouca resistência. Rompendo com o regime de Vichy, Darlan negociou uma rendição com os aliados, que lhe permitiu manter o controle da administração civil local.
Apesar de sua rendição, no entanto, Darlan foi assassinado pouco depois por Fernand Bonnier de La Chapelle, um membro da Resistência. Embora La Chapelle seja considerado ter agido sozinho, o sucessor de Darlan, Henri Giraud, acusou a Resistência de organizar o assassinato, e lançou uma repressão. Muitas das figuras-chave da Resistência foram presas, e d'Astier entrou na clandestinidade. Ele foi encontrado e preso no início de 1943. Quando Charles de Gaulle tornou-se o único líder das forças da França Livre, d'Astier foi libertado. Pouco depois, ele foi nomeado para a Comissão de Defesa Nacional de De Gaulle.
Em 1944, d'Astier liderou um destacamento de 45 homens na França, operando atrás das linhas inimigas para preparar o caminho para a invasão aliada. Ele continuou a lutar na França pelo restante da guerra.
Henri d'Astier morreu em Genebra em 1952.

### Obras acadêmicas sobre esses eventos
- Arthur L. Funck, The politics of Torch, University Press of Kansas, 1974.
- Professeur Yves Maxime Danan, La vie politique à Alger de 1940 à 1944, Paris, L.G.D.J., 1963.